# 竜美旭町
竜美旭町（たつみあさひまち）は、愛知県岡崎市の町丁である。12個の番地を持つが小字並びに丁目は置かれていない。

## 地理
岡崎市のやや南に位置する。主に住宅地を形成している。

### 番地
1番地から12番地まで。

## 世帯数と人口
2019年（令和元年）5月1日現在の世帯数と人口は以下の通りである。
| 町丁     | 世帯数  | 人口  |
| -------- | ------- | ----- |
| 竜美旭町 | 372世帯 | 827人 |

### 人口の変遷
国勢調査による人口の推移
| 1995年（平成7年）  | 774人 | [ 5 ] |  |
| 2000年（平成12年） | 814人 | [ 6 ] |  |
| 2005年（平成17年） | 832人 | [ 7 ] |  |
| 2010年（平成22年） | 805人 | [ 8 ] |  |
| 2015年（平成27年） | 802人 | [ 9 ] |  |

## 小・中学校の学区
市立小・中学校に通う場合、学区は以下の通りとなる。
| 番・番地等 | 小学校             | 中学校             |
| ---------- | ------------------ | ------------------ |
| 全域       | 岡崎市立三島小学校 | 岡崎市立竜海中学校 |

## 歴史
額田郡明大寺村の一部を前身とする。合併や編入により、1916年には岡崎市明大寺町の一部となったが、1965年から始まる宅地開発以前は山林だった。
- 1965年 - 岡崎城（別名龍城）の巽（南東）の方角にある丘陵地帯であったことにちなみ、一帯が竜美ヶ丘と命名され、竜美ヶ丘土地区画整理組合が設立された。以後、域内の約8割が山林だった一帯が整備され、道路、宅地などが設置、開発された[11]。

- 1988年（昭和63年）5月21日 - 大西町及び明大寺町の一部が独立し、竜美旭町となる[12]。1989年、竜美ヶ丘土地区画整理組合解散[13]。

## 施設
- ITTO個別指導学院竜美ヶ丘校

## 交通
道路
- 都市計画道路岡崎環状線（竜美丘ポプラ通り）

## その他

### 日本郵便
- 郵便番号 : 444-0877[3]（集配局：岡崎郵便局[14]）。

## 参考資料
- 「角川日本地名大辞典」編纂委員会 編『角川日本地名大辞典 23 愛知県』角川書店、1989年3月8日。ISBN 4-04-001230-5。
- 有限会社平凡社地方資料センター 編『日本歴史地名体系第23巻 愛知県の地名』平凡社、1981年。ISBN 4-582-49023-9。